# Caracarana inermis
Genre
Espèce
Caracarana inermis, unique représentant du genre Caracarana, est une espèce d'opilions laniatores de la famille des Cosmetidae.

## Distribution
Cette espèce est endémique de la région de Puno au Pérou. Elle se rencontre vers le lac Titicaca.

## Description
La femelle holotype mesure 7 mm.

## Publication originale
- Roewer, 1956 : « Arachnida Arthrogastra aus Peru, II. » Senckenbergiana biologica, vol. 37, p. 429–445.